# Псевдохалоген
Псевдохалогените са полиатомни аналози на халогените, чиито свойства наподобяват тези на истинските халогени, което позволява на псевдохалогените да заместват халогените в някои типове химични съединения. Подобно на халогените, те могат да образуват молекули от следните видове: Пх–Пх или Пх–X (Пх – псевдохалоген; Х – халоген), като например дициана. Псевдохалогените в съединенията са под формата на псевдохалидни аниони – цианидния йон в циановодородна киселина, като лиганди в координационни комплекси – фероцианиден йон, или като функционални групи в органични съединения – нитрилна група.
Псевдохалидни йони (или функционални групи) на съответстващи псевдохалогени:
- цианиди
- цианати
- изоцианати
- тиоцианати и изотиоцианати
- селеноцианати
- телуроцианати
- азиди
- нитрити

## Често срещани псевдохалогени и техните наименования
Много псевдохалогени са известни със специфични имена според мястото, което заемат в дадено съединение. Някои примери са (атомът на хлора е даден като сравнителен):
| Група                    | Молекула (димер)      | Киселина (хидросъединение)        | Псевдохалид                     | Име на лиганда                     | Органична наставка  | Формула   | Структурна формула    |
| ------------------------ | --------------------- | --------------------------------- | ------------------------------- | ---------------------------------- | ------------------- | --------- | --------------------- |
| хлорна                   | хлор                  | хлороводород                      | хлорид                          | хлоридо- (IUPAC), хлоро-           | -ил хлорид          | ~ Cl      | ~ Cl                  |
| цианова                  | дициан                | циановодород                      | цианид                          | цианидо- (IUPAC), циано-           | -нитрил             | ~ CN      | ~ C≡N                 |
| циафова                  | дициаф                | циафоводород                      | фосфаалкин                      | –                                  | -ил циафид          | ~ CP      | ~ C≡P                 |
| изоцианова               | диизоциан             | изоциановодород                   | изоцианид                       | –                                  | -изонитрил          | ~ NC      | ~ N≡C                 |
| хидроксилна/хидроксидна  | водороден пероксид    | вода                              | хидроксид                       | хидрокси-, хидроксил-              | -ил хидроксид       | ~ OH      | ~ O-H                 |
| сулфхидрилна             | сероводород           | сероводородна                     | бисулфид                        | –                                  | -ил хидросулфид     | ~ SH      | ~ S-H                 |
| цианатна                 | –                     | цианатна                          | цианат                          | цианато-                           | -ил цианат          | ~ OCN     | ~ O−C≡N               |
| изоцианатна              | –                     | изоцианатна                       | изоцианат                       | изоцианато-                        | -ил изоцианат       | ~ NCO     | ~ N≡C-O               |
| фулминатна               | –                     | фулминатна                        | фулминат                        | фулминато-                         | -ил фулминат        | ~ CNO     | ~ C≡N-O               |
| тиоцианатна              | дитиоциан             | тиоцианова                        | тиоцианат                       | тиоцианато-                        | -ил тиоцианат       | ~ SCN     | ~ S−C≡N               |
| изотиоцианатна           | –                     | –                                 | изотиоцианат                    | изотиоцианато-                     | -ил изотиоцианат    | ~ NCS     | ~ N=C=S               |
| тиоцианитна              | –                     | тиоцианиста                       | хипотиоцианит                   | тиоцианито-                        | -ил тиоцианит       | ~ OSCN    | —                     |
| селеноцианатна           | диселеноциан          | селеноцианова                     | селеноцианат                    | –                                  | –                   | ~ SeCN    | ~ Se−C≡N              |
| азидна                   | хексазин              | хидразоена                        | азид                            | азидо-                             | -ил азид            | ~ N3      | ~ N=N+=N- ↕ ~ N--N+≡N |
| азотен диоксид           | диазотен тетраоксид   | азотиста                          | нитрит                          | нитро-                             | -ил нитрит          | ~ NO2     | —                     |
| кобалт карбонилна        | дикобалт октакарбонил | –                                 | тетракарбонилкобалтат           | –                                  | —                   | ~ Co(CO)4 | ~ Co(−C≡O)4           |
| тринитрометанидна        | –                     | тринитрометан                     | тринитрометанид                 | тринитрометанидо-, тринитрометано- | -ил тринитрометанид | C(NO2)3−  | C(NO2)3−              |
| трицианометанидна        | –                     | трицианометан                     | трицианометанид                 | трицианометанидо-, трицианометано- | -ил трицианометанид | C(CN)3−   | C(CN)3−               |
| трифлуорометансулфонатна | –                     | трифлова, трифлуорометансулфонова | трифлуорометансулфонат, трифлат | трифлат-                           | -ил трифлат         | ~ O3SCF3− | ~ OTf                 |

## Примери за псевдохалогенни молекули
Псевдохалогенни молекули (Пх–Пх) са: дициан (CN)2, дитиоциан (SCN)2, диселеноциан (SeCN)2, азидодитиокарбонат (N3CS2)2, дикобалт октакарбонил Co2(CO)8 (това съединение може да се смята за димер на кобалт тетракарбонила Co(CO)4). Тези псевдохалогени са симетрични.
Несиметричните псевдохалогени съдържат халоген (Пх–X). Те включват както цианохалидите (CNCl, CNBr, CNI), така и други съединения. Понякога нитрозилхлоридът NOCl също се смята за псевдохалоген.
Не всички комбинации, които са познати, са стабилни.